# 雨のMelody/to Heart
「雨のMelody／to Heart」（あめのメロディー/トゥー・ハート）は、KinKi Kidsの8枚目のシングル。1999年10月6日に8cmCDで発売。発売元はジャニーズ・エンタテイメント。
2002年2月20日に12cmCD（マキシシングル）として再発売をしている。

## 解説
「Happy Happy Greeting／シンデレラ・クリスマス」以来の両A面シングル。
発売当時に初回盤2種類（「雨のMelody」を強調したものと「to Heart」を強調したもの）と通常盤1種類の計3種類が発売されたが、再発売された通常盤が12cm盤になっているため、現在では計4種類のパターンが存在している。

## チャート成績
オリコン週間ランキングで、初週47.0万枚を売り上げ、初登場1位を獲得した。CD累計売上は85.2万枚（オリコン調べ）を記録した。

## 収録曲
1. 雨のMelody
（作詞：康珍化 / 作曲：武藤敏史・坂井秀陽 / 編曲：有賀啓雄）
自身の2007年のベスト・アルバム『39』発売時のファン投票で8位にランクインした。 
出版者：ブライト・ノート・ミュージック
2. to Heart
（作詞：久保田洋司・E.komatsu / 作曲：宮崎歩 / 編曲：CHOKKAKU）
堂本剛主演のTBS系ドラマ『to Heart 〜恋して死にたい〜』主題歌。
商品化されていないが、「雨のMelody」と同一ロケーションの断崖で歌う、2番サビから間奏前の各ソロパートが終わるまでの1分間ほどのPVが存在する。そのPV映像はテレビ東京系音楽番組「JAPAN COUNTDOWN」にてのみ放送され、その一部は『N album』収録「なんねんたっても」のPVにて見ることができる。
自身の2007年のベスト・アルバム『39』発売時のファン投票で14位にランクインした。 
出版者：日音&ブライト・ノート・ミュージック
3. 雨のMelody (オリジナル・カラオケ)
4. to Heart (オリジナル・カラオケ)

## 参加ミュージシャン
| 雨のMelody - Keyboards：有賀啓雄 - Programmer：橋本茂昭 - Guitar：増崎孝司・小倉博和 - Trumpet：荒木敏夫・西村浩二 - Trombone：村田陽一 - Sax：山本拓夫 | to Heart - Programmer, Guitar：CHOKKAKU - Drums：江口信夫 - Violin：金原千恵子 - Chorus：知野芳彦 |

## 収録アルバム
- 雨のMelody
  - KinKi Single Selection
  - 39
  - M album
  - The BEST
- to Heart
  - KinKi Single Selection
  - 39
  - Ballad Selection
  - The BEST

## 映像作品
雨のMelody
- KinKi KISS Single Selection
- 風雲再起近畿小子2001台北演唱會 〜KinKi Kids Returns! 2001 Concert Tour in Taipei〜
- KinKi Kids Dome F Concert 〜Fun Fan Forever〜
- KinKi Kids Dome Tour 2004-2005 -Font De Anniversary.-
- 39（初回限定盤）
- Ø（初回限定盤）
- KinKi you DVD
- KinKi Kids concert tour J
- K album（初回限定盤）
- KinKi Kids Concert 2013-2014「L」
- KinKi Kids Concert 「Memories & Moments」
- 2015-2016 Concert KinKi Kids
- We are KinKi Kids Dome Concert 2016-2017 TSUYOSHI & YOU & KOICHI
- KinKi Kids Concert 2022-2023 24451〜The Story of Us〜
- P album（初回盤B）

to Heart
- KinKi Kids Dome Tour 2004-2005 -Font De Anniversary.-
- KinKi you DVD
- KinKi Kids Concert 2013-2014「L」
- THE BEST（初回限定盤）
- KinKi Kids O正月コンサート2021（初回限定盤）